# Коле Сан Вито (Л'Аквила)
Коле Сан Вито (итал. Colle San Vito) је насеље у Италији у округу Л'Аквила, региону Абруцо.
Према процени из 2011. у насељу је живело 157 становника. Насеље се налази на надморској висини од 845 м.